# ナタリー・トージア

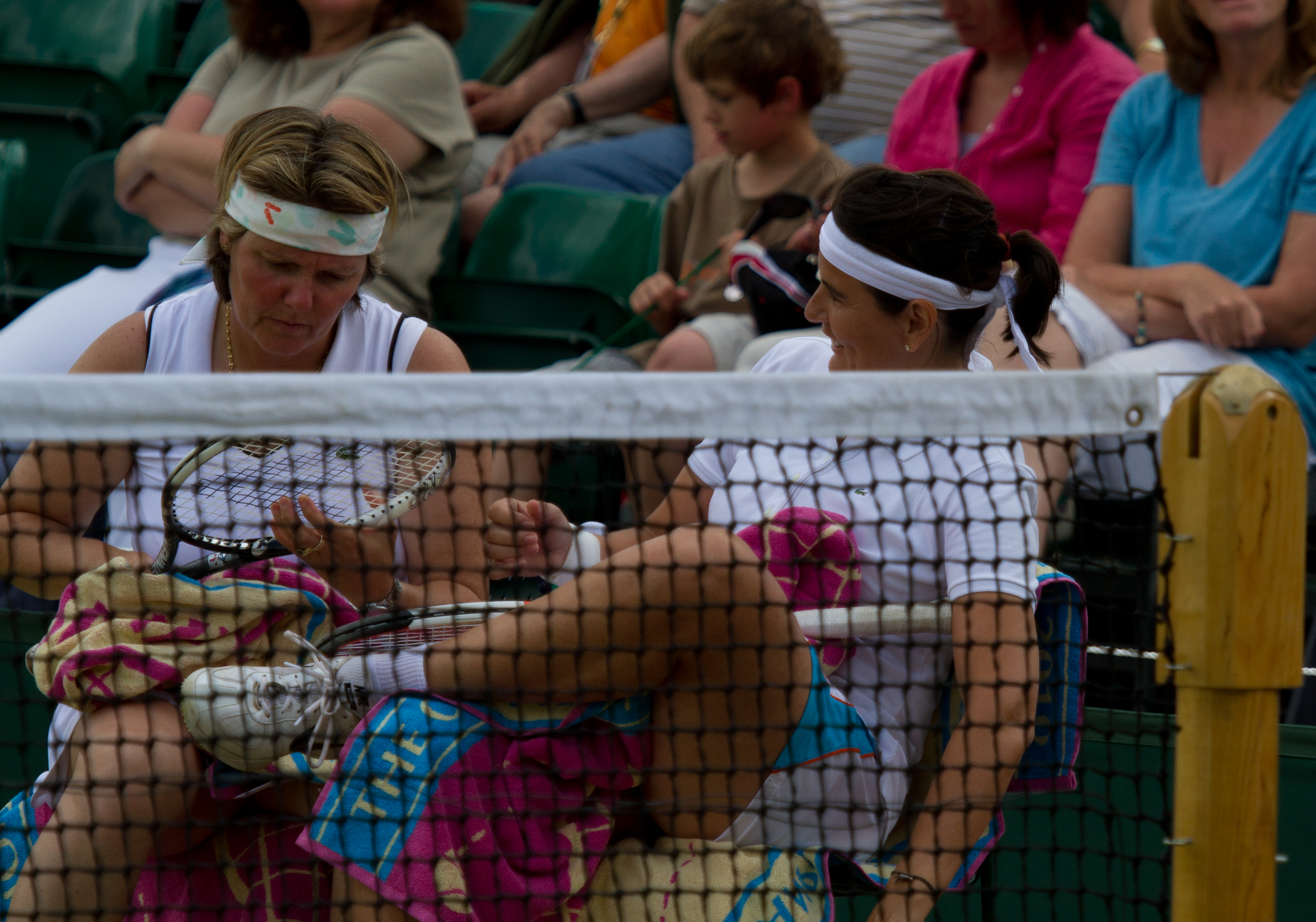
ナタリー・トージア

ナタリー・トージア（Nathalie Tauziat, 1967年10月17日 - ）は、フランスの女子プロテニス選手。1998年のウィンブルドン女子シングルス準優勝者。2001年の全米オープン女子ダブルスで、キンバリー・ポー・メッセーリ（アメリカ）とペアを組んだ準優勝もある。身長165cm、体重63kgと小柄な体格の選手で、独特な片手打ちのバックハンド・スライス（逆回転のボール）とネット・プレーを最も得意にした。WTAツアーでシングルス8勝、ダブルス25勝を挙げた。ウィンブルドン準優勝の後、30歳を過ぎてから世界ランキングトップ10に定着した、女子プロテニス界では遅咲きの選手だった。
トージアは中央アフリカ共和国の首都・バンギで生まれ、8歳まで当地で過ごした。4大大会初出場は16歳の時で、1984年の全仏オープンであった。地元の同大会では、7年後の1991年に出したベスト8進出が自己最高記録である。この時は4回戦で日本の沢松奈生子選手に 7-5, 2-6, 12-10 で競り勝ったが、続く準々決勝でシュテフィ・グラフに 3-6, 2-6 で完敗した。（トージアはグラフには「21戦全敗」で、1セットも取れなかった。）
ウィンブルドンでは1992年、1997年にベスト8進出があり、1998年に30歳で初の決勝進出を果たす。これはフランスの女子テニス選手として、1925年のスザンヌ・ランラン以来「73年ぶり」の進出であった。その決勝戦ではヤナ・ノボトナに 4-6, 6-7 のストレートで敗れて準優勝になった。その後もウィンブルドンでは、1999年と2001年にベスト8進出がある。トージアのプレー・スタイルは、ウィンブルドン選手権で最大の威力を発揮した。
女子国別対抗戦・フェドカップでのフランス代表としての活動歴も長く、1997年のワールド・グループ1回戦でトージアは東京・有明コロシアムで沢松と再び 7-5, 4-6, 17-15 の激闘を戦っている。フランス・チームはこの年にフェドカップ初優勝を果たした。ところが2000年4月、トージアは『女子テニス界の裏側』という題名の暴露本を出版する。この著書にフランスのチームメートへの批判的な内容も含まれていたことで、彼女は同年のシドニー五輪のフランス代表を外された。
トージアは2001年のシーズンを最後に女子ツアー大会のシングルスから撤退したが、最後の4大大会シングルス出場となった同年の全米オープンは4回戦進出で終わった。ダブルスでは2003年まで現役を続行し、最後の試合出場は2003年全仏オープンの女子ダブルス1回戦であった。
2005年1月、長年のテニス界への貢献に対しレジオンドヌール勲章が授与された。